# (21369) Gertfinger
(21369) Gertfinger est un astéroïde de la ceinture principale.

## Description
(21369) Gertfinger est un astéroïde de la ceinture principale. Il fut découvert le 8 juillet 1997 à Caussols par le programme ODAS. Il présente une orbite caractérisée par un demi-grand axe de 3,04 UA, une excentricité de 0,10 et une inclinaison de 12,7° par rapport à l'écliptique.

## Compléments